# Lisa Jewell

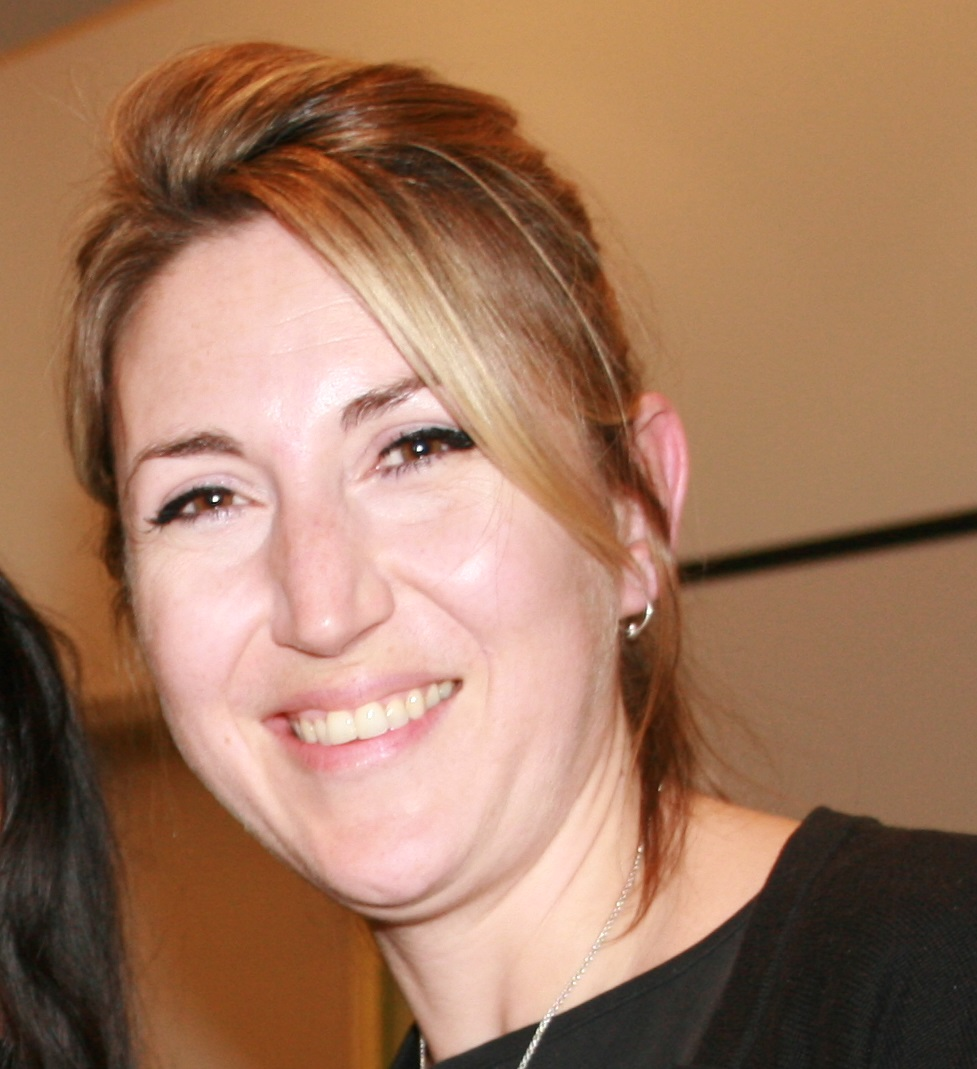
Lisa Jewell, 2010

Lisa Jewell (* 19. Juli 1968 in London) ist eine britische Autorin, deren Bücher in mehrere Sprachen übersetzt wurden.

## Leben
Lisa Jewell wurde in London geboren und besuchte die St. Michael's Catholic Grammar School in Finchley, Nordlondon. Nach einem Tag in der Oberstufe verließ sie die Schule, um einen Grundkurs in Kunst am Barnet College zu absolvieren, gefolgt von einem Diplom in Mode-Illustration an der Epsom School of Art & Design.
Sie arbeitete mehrere Jahre lang in der Modewelt, insbesondere bei Warehouse und Thomas Pink.
Nach ihrer Entlassung fing sie mit dem Schreiben an. Aus den ersten drei Kapiteln, die sie im Rahmen einer Wette heraus geschrieben hatte, entstand schließlich Jewells Debütroman Ralph's Party, der 1999 zum meistverkauften Debütroman Großbritanniens wurde.
Derzeit lebt sie mit ihrem Mann Jascha und zwei den Töchtern in Swiss Cottage, London.

## Werke
- Der Flügelschlag des Glücks (2015)
- Der Fremde am Strand (2018)
- Weil niemand sie sah (2020)
- The Family 1: Was damals geschah (2021)
- The Family 2: Was nicht vergessen wurde (2024)
- Zwischen uns das Schicksal (2025)
- Kein Hauch von Wahrheit (2025)

## Preise und Auszeichnungen
Im Jahr 2008 wurde sie für ihren Roman "31 Dream Street" mit dem Melissa Nathan Award for Comedy Romance ausgezeichnet. Darüber hinaus war Jewells Werk "None of This is True" im Jahr 2024 eines der meistgehörten Hörbücher in der Kategorie Mystery und Thriller auf Spotify.  
Ihre Romane haben weltweit über zehn Millionen Exemplare verkauft und wurden in 29 Sprachen übersetzt.